# Akasaka BLITZ
Akasaka BLITZ (赤坂BLITZ) là một địa điểm âm nhạc ở Minata, Tokyo (Nhật Bản), được khai trương vào tháng 4 năm 1996, thuộc quyền sở hữu và điều hành của Tokyo Broadcasting System Television, Inc. Là một phần của kế hoạch tái phát triển liên quan đến việc phá hủy một số tòa nhà TBS trong khu vực, nó đã bị đóng cửa vào năm 2003 và được mở cửa trở lại vào ngày 20 tháng 3 năm 2008. Kể từ khi được mua lại bởi Mynavi Corporation, địa điểm này được biết đến với cái tên Mynavi BLITZ Akasaka (マイナビBLITZ赤坂) từ tháng 11 năm 2017